# Écharde
Pour l’article homonyme, voir Secrets : L'Écharde.

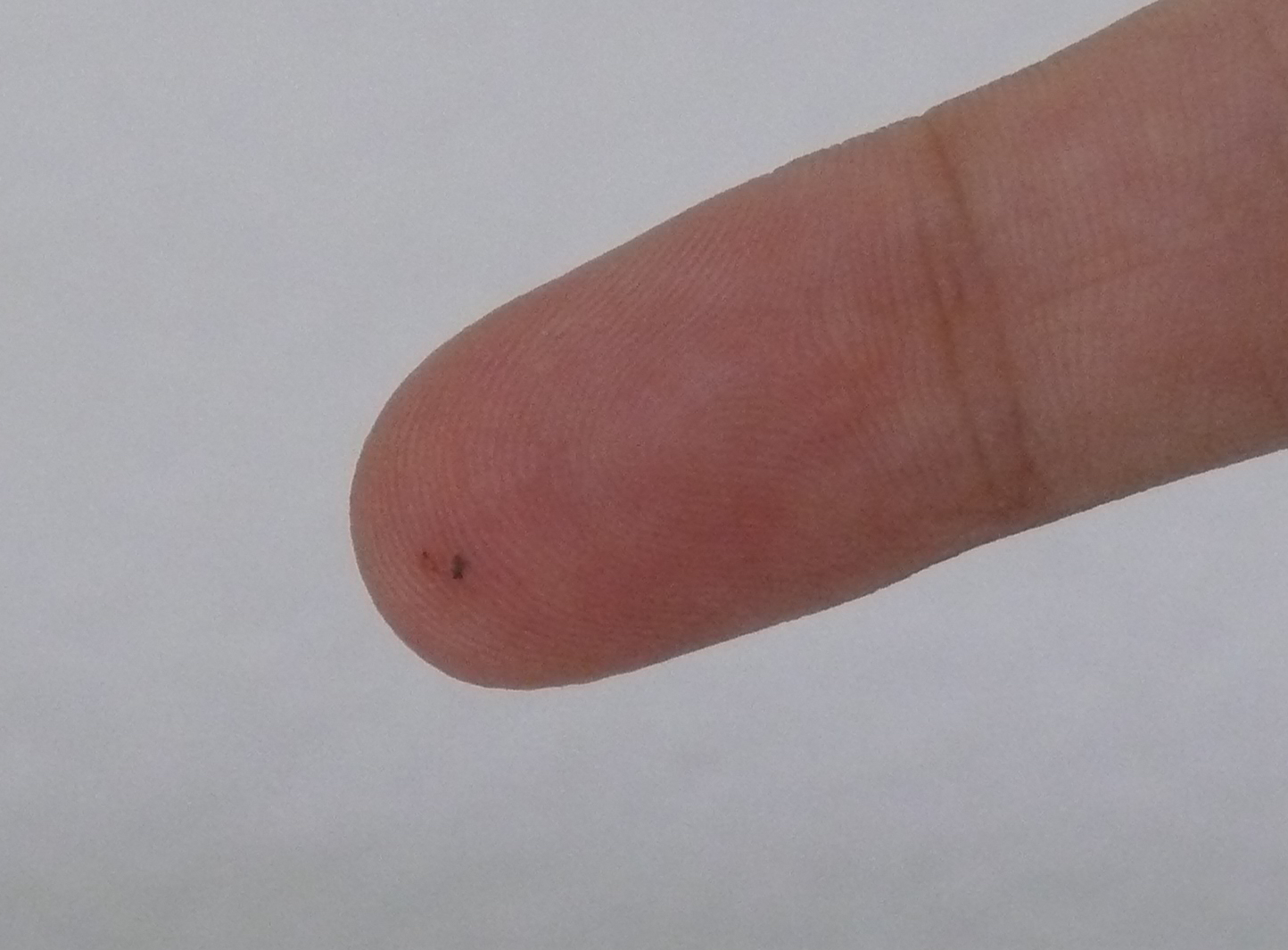
Écharde dans un index

Une écharde est un petit corps étranger généralement pointu inséré accidentellement dans la peau. Les types les plus fréquents d'échardes sont des petits éclats de bois enfoncés dans la main.

## Sport
Le 7 mars 2024, le gros doigt de pied de Cédric Doumbè est victime d'une écharde lors du combat de MMA l'opposant à Baki, ce qui donne la victoire à ce dernier. 